# In morte del fratello Giovanni
In morte del fratello Giovanni è un sonetto scritto da Ugo Foscolo nel 1803.

## Testo e parafrasi
|    | In morte del fratello Giovanni          |  | Parafrasi                                                               |
|    |                                         |  |                                                                         |
|    | Un dì, s'io non andrò sempre fuggendo   |  | Un giorno, se io non andrò sempre vagando                               |
|    | Di gente in gente, me vedrai seduto     |  | di popolo in popolo, mi vedrai seduto                                   |
|    | Su la tua pietra, o fratel mio, gemendo |  | sulla tua tomba, o fratello mio, a piangere                             |
|    | Il fior de' tuoi gentili anni caduto:   |  | la gioventú spezzata a te mentre vivevi nella nostra terra i tuoi anni. |
|    |                                         |  |                                                                         |
| 5  | La Madre or sol, suo dì tardo traendo,  |  | la madre adesso sola, trascinando la propria vecchiaia,                 |
|    | Parla di me col tuo cenere muto:        |  | parla di me alle tue mute spoglie:                                      |
|    | Ma io deluse a voi le palme tendo;      |  | intanto tendo inutilmente verso di voi le braccia;                      |
|    | E se da lunge i miei tetti saluto,      |  | sebbene soltanto da esiliato io possa omaggiare i miei congiunti,       |
|    |                                         |  |                                                                         |
|    | Sento gli avversi Numi, e le secrete    |  | comprendo il conflitto ideale nel tuo animo, e quali intimi             |
| 10 | Cure che al viver tuo furon tempesta;   |  | affanni portarono rovina nella tua esistenza;                           |
|    | E prego anch'io nel tuo porto quiete:   |  | e invoco anch'io la pace, insieme a te, nella morte.                    |
|    |                                         |  |                                                                         |
|    | Questo di tanta speme oggi mi resta!    |  | Fra tante speranze questa sola mi resta!                                |
|    | Straniere genti, l'ossa mie rendete     |  | [O] popoli stranieri, quando morirò, restituite le mie spoglie          |
|    | Allora al petto della madre mesta.      |  | al petto della madre addolorata.                                        |

## Composizione

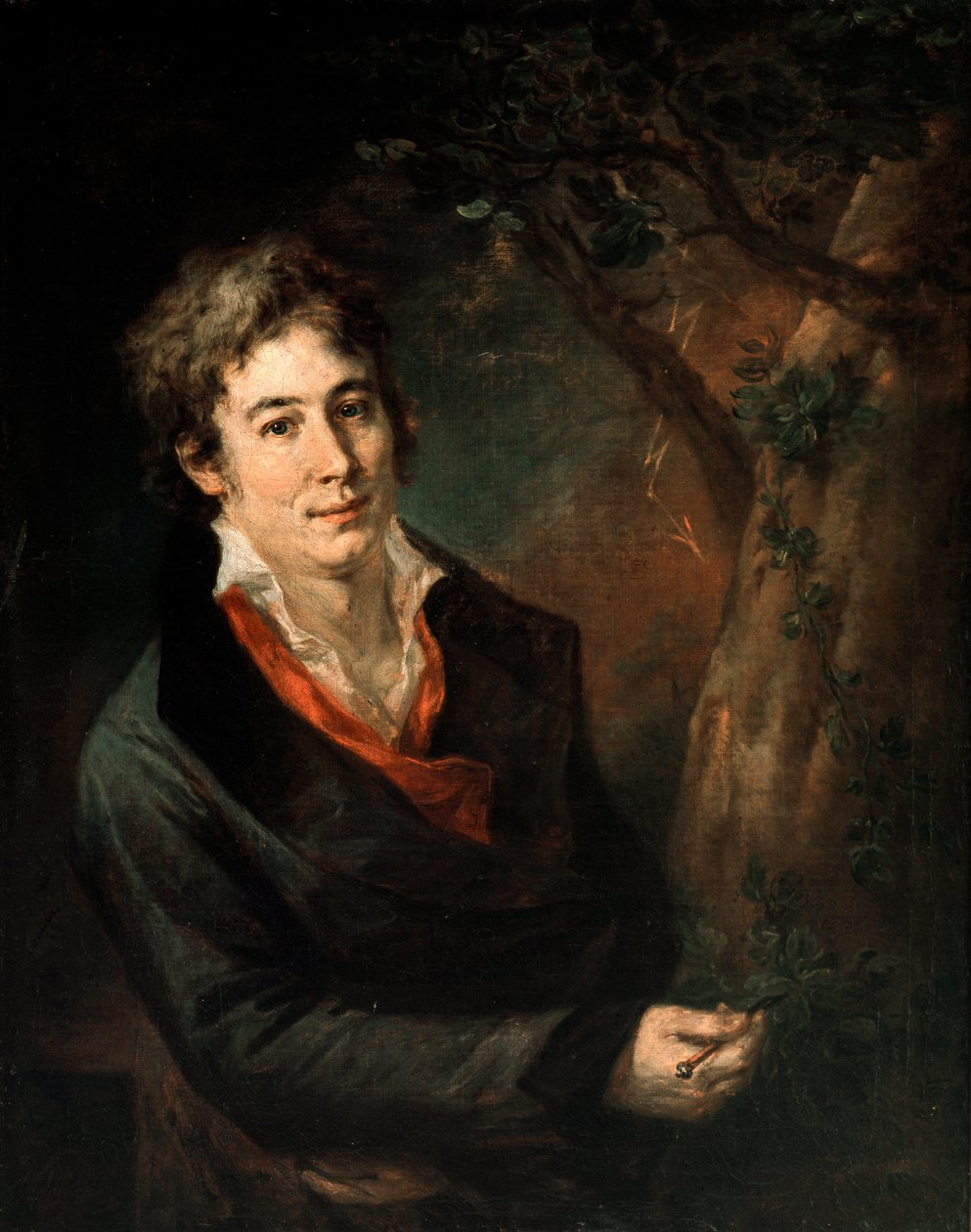
Andrea Appiani, Ritratto di Ugo Foscolo (tra il 1801 e il 1802); olio su tela, pinacoteca di Brera, Milano

Alla fine del 1801 Ugo Foscolo fu colpito da un grave lutto familiare: il fratello minore Gian Dionisio, detto Giovanni, l'8 dicembre, morì a Venezia, appena ventenne. L'atto di morte indica come causa del decesso una "febbre nervina perniciosa"; il fatto che la sepoltura fosse stata fissata per le 23 del giorno successivo, un'ora non certo usuale, fece nascere il sospetto di un suicidio.
Foscolo, sopraffatto dal dolore, comunicò prontamente il tragico trapasso di Gian Dionisio all'amico Vincenzo Monti, cui inoltrò una lettera:
Il sonetto fu composto tra l'aprile e il luglio del 1803, per poi essere aggiunto - unico - nell'ultima edizione delle Poesie, quella curata dalla stamperia di Agnello Nobile.

## Analisi del testo
In morte del fratello Giovanni risponde alla forma metrica del sonetto. Il testo si compone di quattordici versi, tutti endecasillabi, organizzati in due quartine e due terzine, per un totale di quattro strofe; lo schema delle rime è ABAB, ABAB; CDC, DCD.
Per l'analisi sintattica, metrica e retorica del sonetto, si rimanda al commento di Franco Gavazzeni:

## Contenuti

### Differenze fra il carme CI di Catullo e il sonetto di Foscolo
In morte del fratello Giovanni si conforma esplicitamente a un modello letterario latino, dal quale trae intere espressioni: si tratta del carme 101 di Catullo, pure scritto in memoria di un fratello defunto. L'incipit del testo latino è il seguente:
(Catullo, carme 101)
Catullo scrive di essere giunto alla tomba del fratello “trasportato per molte genti e per molte distese di mare”, affinché gli desse “il dono estremo dovuto alla morte” e parlasse, “inutilmente”, alla sua “muta cenere”. Nonostante quest’ultima condizione, tamen, chiede al defunto di accogliere benevolmente le sue offerte. Il carme è poi chiuso da un saluto di congedo: “E per sempre, fratello, io ti dico addio”. Aggiungiamo in quest’occasione che lo stesso Virgilio riprese poi il carme catulliano nel libro VI dell’Eneide, nell’episodio in cui Anchise incontra Enea: “per quali terre e per quali distese di mare te trasportato io ti accolgo, o figlio, e da quali pericoli sbattuto”.
Il componimento di Catullo è tuttavia incentrato sull’avversativa “tamen”: nonostante le ceneri del fratello non possano parlare, il poeta chiede lo stesso di essere ascoltato, e questo può portare al superamento di ogni distanza e soprattutto al compimento del rito. Il rito non può invece essere realizzato da Foscolo, il cui andare di gente in gente costituisce un movimento centrifugo che lo allontana dal fratello. L’offerta può essere intravista solo in prospettiva, al di là di una distanza difficilmente superabile, “un dì se [:forse] me vedrai seduto”.
D’ispirazione catulliana è anche il passo al v. 4 del “fior de’ tuoi gentili anni caduto”, con riferimento stavolta al carme XI: “e non si volti a guardare il mio amore, come prima, / che per colpa di lei è caduto / come il fiore dell’estremo prato [che sta sul ciglio] / dopo che è appena stato toccato dall’aratro che passa”. E se il riferimento a Catullo si concentra sulla caducità degli affetti, sulla caducità della vita è il riferimento, nello stesso passo, a Petrarca: “'invisibil sua forma è in paradiso, / disciolta di quel velo / che qui fece ombra al fior degli anni suoi” (Rime 268, 39).

### La figura della madre
Elemento di originalità è invece la figura della madre, che in parte e disperatamente può risolvere quel rito che Foscolo non è capace di compiere, parlando del figlio all’altro figlio morto. Se Catullo - ancora nel carme CI - parla “inutilmente alla […] muta cenere”, nel nostro caso è la donna a compiere il gesto e in qualche modo a celebrare il rito.
Non un’attenzione secondaria è posta su di lei, anzi il suo ritratto è ripreso dall’elegia I di Tibullo, in cui il poeta afferma che a raccogliere le sue ossa non ci sarà la madre “nel suo seno mesto”. Lo stesso aggettivo “mesto” passa qui a riferirsi direttamente alla donna, rimarcando una rilevanza maggiore rispetto al passo di Tibullo. Anzi in Foscolo c’è anche una soluzione almeno leggermente positiva: l’unica delle tante speranze rimaste è che le “straniere genti” possano dare le sue ossa alla “madre mesta”.

### L'abbraccio mancato e le palme "deluse"
Le parole del ritorno e degli abbracci mancati fanno parte di un lessico ripetutamente utilizzato da Foscolo in tutta la sua opera. Già nella lettera del 4 dicembre dell’Ortis si legge: “ma io errava sempre nel vano e le mie braccia tornavano deluse senza poter mai stringere nulla”; in questo caso tuttavia il sonetto perde - secondo Di Benedetto - ogni tema politico per lasciare spazio a un discorso di ambito puramente familiare. Su questa scia, possono tornarci d’aiuto anche i componimenti del 1796 dedicati alla morte del padre, e in particolare nel terzo sonetto ai vv. 7-8, l’abbraccio tra madre e figlio: “E seco infin che trista l’alba sorse / abbracciato io mi stetti muto muto”. L’abbraccio è stavolta un dato reale, mentre nel sonetto per il fratello Giovanni si ha soltanto un impulso verso l’abbraccio, che resta frustrato.
L’immagine dell’abbraccio mancato è comunque attinta da una lunga tradizione letteraria che si fa partire da Virgilio e dal libro VI dell’Eneide, quando si narra del viaggio agli inferi di Enea, il quale veduto il padre vorrebbe abbracciarlo: “Tre volte allora cercò di mettere le braccia intorno al suo collo, tre volte sfuggì alle mani - invano avvinta - quella figura, uguale ai venti leggeri e simile all’alato sonno”. Come anticipato, il passo ha così successo che viene ripreso anche da Dante nel secondo canto del Purgatorio: “tre volte dietro a lei le mani avvinsi, / e tante mi tornai con esse al petto”.
Nel v. 7 del sonetto di Foscolo l’uso dell’aggettivo “deluse” corrisponde esattamente al passo dell’Ortis. Ma tra l’Ortis e il sonetto c’è uno slittamento nell’immagine. Non si tratta più infatti di un frustrato tentativo di abbracciare qualcuno, ma del tendere le mani. Anche questa immagine è specificamente virgiliana, ed essa nell’Eneide ricorre più volte, in particolare segnaliamo il v. 685 sempre del libro VI in cui Anchise “protese vivacemente tutte e due le palme” (alacris palmas utrasque tetendit).

### Il lessico petrarchesco
Come già affermato, al poeta “questo di tanta speme oggi gli resta”, cioè tendere le mani alla lontana terra. Già Ferrari ha notato il richiamo a Petrarca nei vv. 29-33 di Rime 268 (“Ma io, lasso, che senza / lei ne vita mortal ne me stesso amo, / piangendo la richiamo: / questo m'avanza di cotanta speme, / et questo solo anchor qui mi mantene”), e Di Benedetto evidenzia inoltre come Foscolo avesse premesso all’antologia di componimenti in morte del padre altri versi stavolta da Rime 359 (“Ma a me che resta altro che pianger sempre / misero e sol? che senza te son nulla”) - addirittura modificando il verso originale che in realtà recitava “Ma io che debbo altro che pianger sempre / misero e sol? che senza te son nulla” - nonché avesse ripreso Petrarca nella Canzone in morte del padre ai vv. 15-17: “or qual mai speme / fia che più resti alle mie brame afflitte / sennon che la pietà m’apra la fossa?”. 
La formula compare svariate volte nell’opera foscoliana anche nella variante di “avanza”, ad esempio nell’Ortis (“sai che non altro m’avanza fuorché il pianto e la morte”) e al v. 2 del sonetto Non son chi fui; perì di noi gran parte (“Questo che avanza è sol languore e pianto”), nonché nella chiusa del primo sonetto in morte del padre (“a noi soli / non altro avvanza che miseria, e lutto”).
A differenza degli esempi sopra riportati, c’è il tentativo nel sonetto In morte del fratello Giovanni di andare oltre al rammarico e alla disperazione espressi dai pochi avanzi di speranze: la formula “questo di tanta speme oggi mi resta” infatti non conclude il componimento, ma più avanti l’autore specifica il tentativo di compiere il rito almeno con la restituzione delle proprie ossa alla madre. 
Non ci stupisca se la figura del padre non è mai esplicitamente nominata nonostante la formula sia caratteristica proprio dei componimenti in suo onore; non si tratta evidentemente di una dissociazione affettiva nei confronti del padre, ma sul piano letterario esso è legato a un modo di fare poesia ormai superato, dove al motivo cristiano della consolazione si sovrapponeva la descrizione macabra della morte e della notte d’agonia.

### Reminescenza letteraria e verità del sonetto
Nonostante i tantissimi riferimenti letterari, Foscolo ha tenuto a dimostrare la sincerità dei sentimenti espressi nel sonetto. In una lettera al Bettinelli del 1804 scrisse infatti: “giudicatelo come sonetto d’uomo che scrive a sé, che alle immagini antepone gli affetti, allo splendore delle frasi la schiettezza e la verità”. Alla base della scena raffigurata c’è infatti la verità storica della morte del fratello, che tuttavia diventa una nuova e seconda verità - come scrive Di Benedetto - una volta filtrata attraverso l’uso della reminiscenza letteraria. La riutilizzazione di formule già espresse da autori del passato non è dunque in contrasto con la schiettezza e la verità che Foscolo rivendicava al sonetto.